# Lena Johansson
Lena Johansson (ur. 27 maja 1953) – szwedzka lekkoatletka, specjalistka skoku w dal.
Zdobyła brązowy medal w skoku w dal na halowych mistrzostwach Europy w 1979 w Wiedniu, przegrywając jedynie z Siegrun Siegl z Niemieckiej Republiki Demokratycznej i Jarmilą Nygrýnovą z Czechosłowacji.
Była mistrzynią Szwecji w skoku w dal w 1977 oraz halową mistrzynią swego kraju w biegu na 60 metrów przez płotki w 1974 i w skoku w dal w latach 1977–1979.